# كيريل نابابكين
كيريل أناتولييفيتش نابابكين (بالروسية: Кирилл Анатольевич Набабкин) (مواليد 8 سبتمبر 1986 في موسكو، الاتحاد السوفييتي) لاعب كرة قدم روسي يجيد اللعب في مركز الظهير الأيمن ويلعب حاليا في نادي سسكا موسكو الروسي منذ 2010.

## روابط خارجية
- كيريل نابابكين على موقع الاتحاد الأوربي (الإنجليزية)
- كيريل نابابكين على موقع قاعدة بيانات كرة القدم.إي يو (الإنجليزية)
- كيريل نابابكين على موقع ناشيونال فوتبول تيمز (الإنجليزية)
- كيريل نابابكين على موقع Soccerway.com (الإنجليزية)
- كيريل نابابكين على موقع عالم كرة القدم.نت (الإنجليزية)
- كيريل نابابكين على موقع AS.com (الإسبانية)